# Distrito Regional de Kootenay Boundary
O Distrito Regional de Kootenay Boundary (enumerado como 16) é um dos 29 distritos regionais da província da Colúmbia Britânica, no oeste do Canadá. De acordo com o censo de 2016, a população do distrito era de cerca de 31.447 habitantes e a área da região é de 8.095,62 quilômetros quadrados. O Distrito está localizado no sul da Colúmbia Britânica, na fronteira com o estado americano de Washington.